# 凱爾經

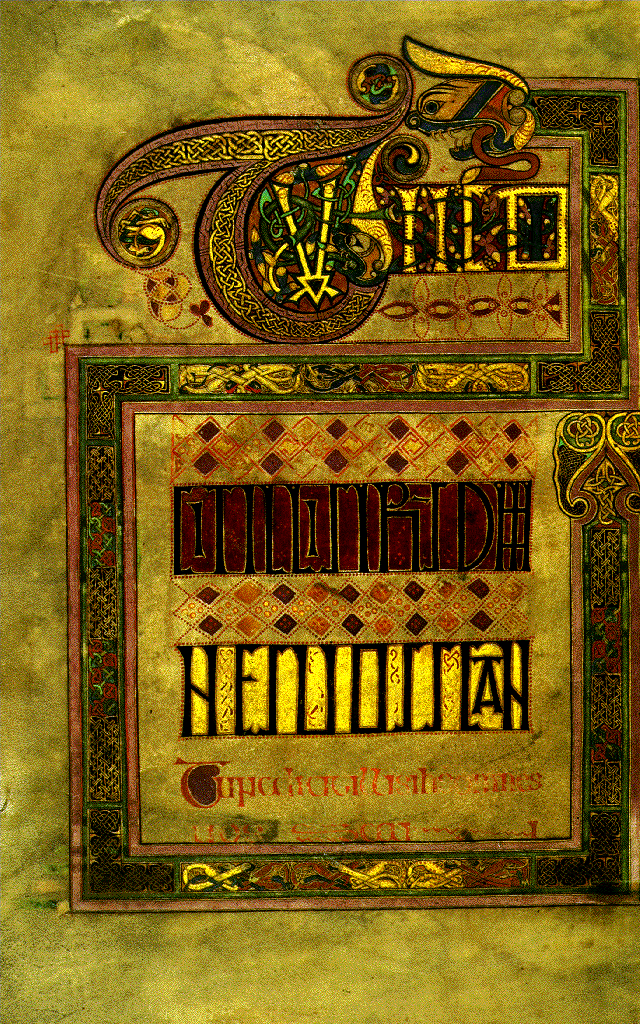
凱爾經（Book of Kells）的其中一頁

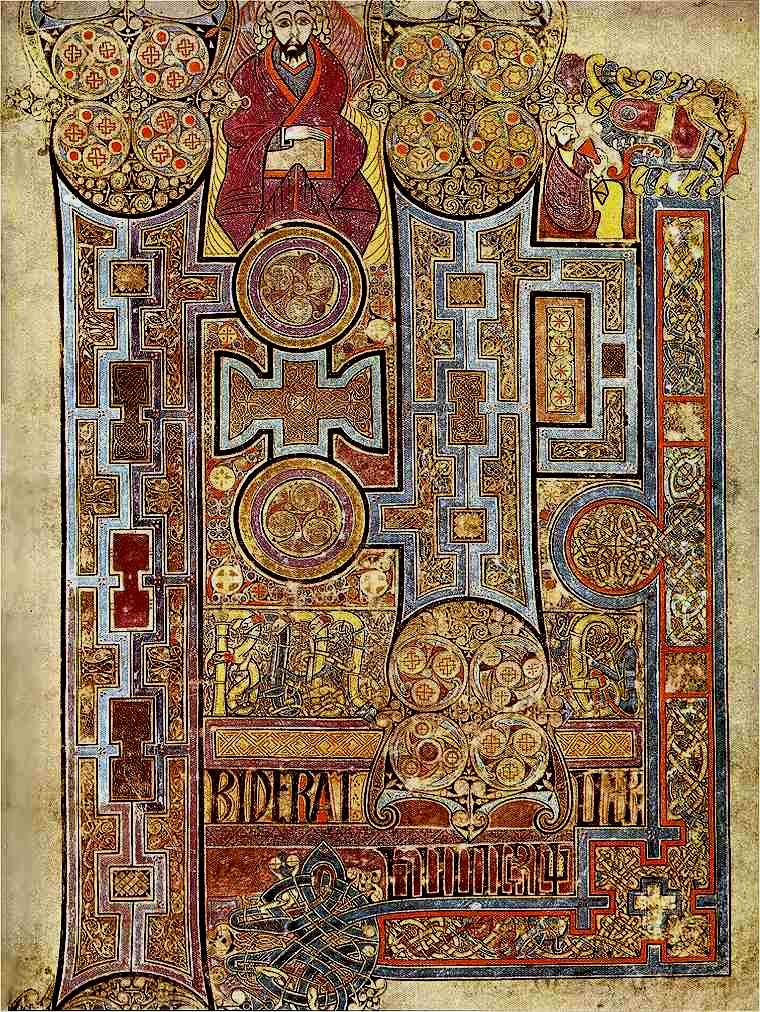
凱爾經中以裝飾字體印上文字為約翰福音開首

凱蘭書卷（或譯凱爾經，Book of Kells）（愛爾蘭語：Leabhar Cheanannais）是一部泥金裝飾手抄本，是早期平面設計的範例之一。凱蘭書卷約在西元800年左右由蘇格蘭西部愛奧那島上的僧侶凱爾特修士繪製。這部書由新約聖經四福音書組成，語言為拉丁語。這是一本有着華麗裝飾文字的聖經福音手抄本，每篇短文的開頭都有一幅插圖，總共有兩千幅。
雖然福音書的文本包括幾個從聖經的更早的版本Vetus Latina的段落，但主要是根據武加大譯本寫成。它是西方書法的代表作，亦代表了海島藝術繪畫的高峰。它也被大眾認為是愛爾蘭最珍貴的國寶。
凱爾經的奢华和复杂性遠遠超過其他的海島福音書，他的設計結合了傳統的基督教圖案和海島藝術的典型旋轉圖案。人類、動物、神獸、凱爾特結和色彩鮮艷交錯的圖案使手稿的頁面更添活力。這些小小的装饰元素都充满了基督教的象徵，因此可以进一步深化插图的主题。
時至今日，傳世的手稿有340小冊。自1953年來，這些手稿被分成四大冊。頁面以小牛皮製作成的牛皮紙製成，上面畫有空前複雜的裝飾：包括十頁的整頁插圖、以情節圖案裝飾首字母的文字頁，以及字行間的小畫像——這些都標誌着海島藝術反古典和充满活力的特质的最远延伸。這個海島藝術的文本是來自最少三個文士，文字是用鐵膽的油墨寫成，色彩則是來自主要從遠地運來得不同物質。
這書卷的名字來自存放了凱爾經數世紀的凱爾教堂。現時它被永久存放在都柏林的三一學院圖書館展示。這圖書館同一時間只會展示四冊中的其中兩冊，一冊展示主要的繪圖，另一冊則展示典型的文字頁。

## 歷史

### 來源

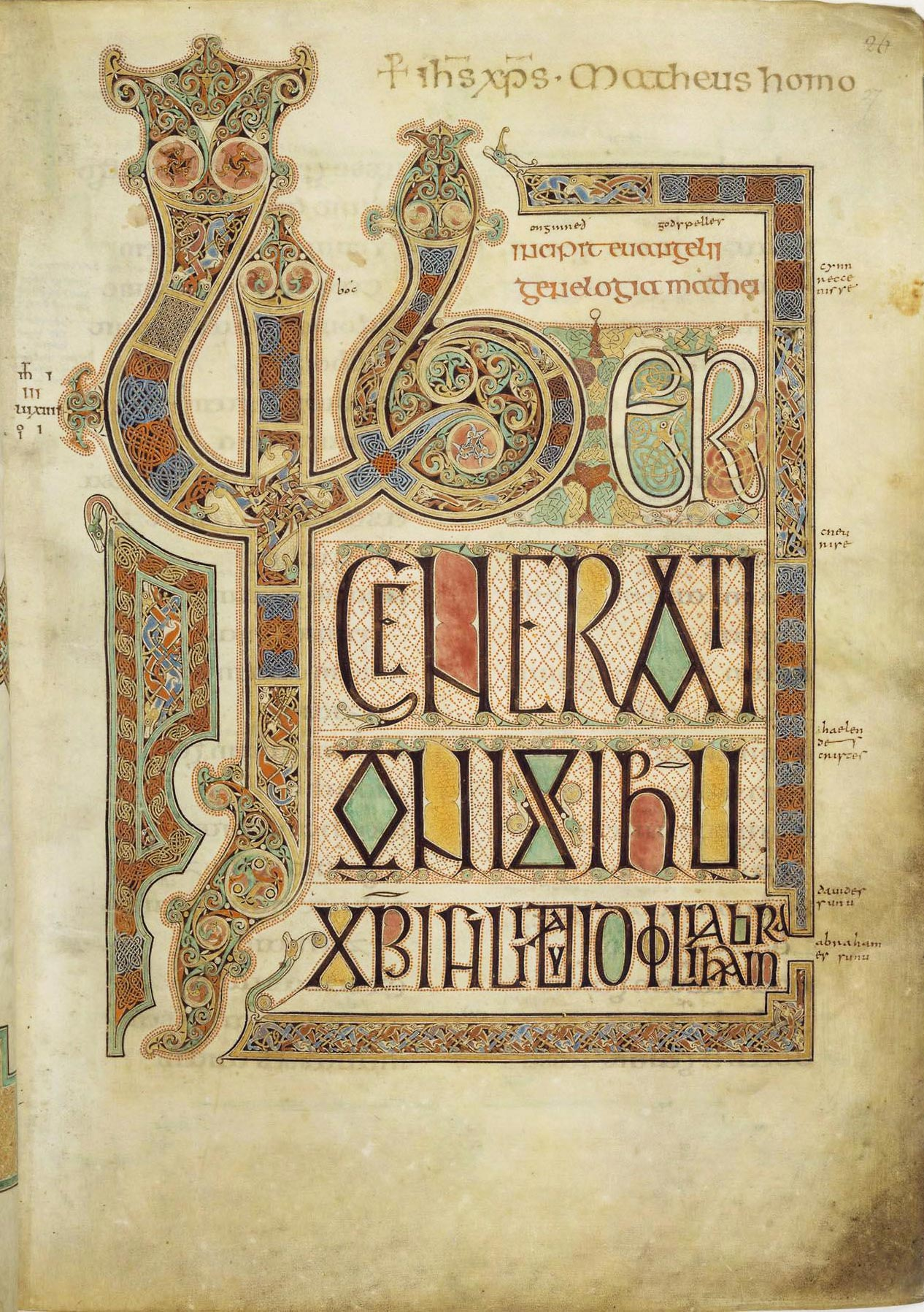
這頁是林迪斯福音中的開本 27r，內容包含馬太福音的Liber generationis。請比較此頁與凱爾經相應的頁面(見這裡)，尤其是Lib的字母組合圖案。

凱爾經是被稱為海島風格的一批手稿之中最著名、最精細的一份。這批海島風格手稿由盎格鲁-撒克逊人，或者愛爾蘭－蘇格蘭人為基礎的歐陸寺院，以及蘇格蘭、英格蘭、愛爾蘭的寺院於6世紀末至9世紀初製成。 這些手稿包括The Cathach of St. Columba、 The Ambrosiana Orosius，零碎的福音來自達勒姆大教堂的圖書館（全都是來自7世紀初），以及 The Book of Durrow （來自七世紀下半葉）。達勒姆福音、埃希特納赫福音和林迪斯福音（見右面插圖）和利奇菲爾德福音在8世紀初陸續出現。剩下的聖高爾福音書屬於8世紀末、阿馬書是屬於9世紀初。學者將這些手稿歸類在一起是因為它們在藝術風格、筆跡和文本傳統方面的相似。充分發展的裝飾風格使凱爾經在這系列的手稿中較晚出現：一說是來自8世紀末，一說是來自9世紀初。凱爾經在肖像和風格方面遵從了之前手稿的傳統，例如，凱爾經內頁的裝飾文字和其他的海島福音是出奇地一致的。舉例說，林迪斯法恩福音书中的開本 27r，內容包含馬太福音的Liber generationis和凱爾經兩者裝飾的輪廓都採用擴大首字母的文字的風格。

凱爾經的名字來自米斯郡凱爾的凱爾教堂，於中世紀大部分時間凱爾經也被存放在該處。凱爾經的製作時間和地點仍存爭議，傳統上認為凱爾經在聖科伦巴所處的時期製作，甚至有人認為是他親手繪製。此說一直被懷疑，最大的疑點是是組裝日期是公元800年左右，距離聖科伦巴離世的年份——597年甚遠。
凱爾經的起源曾被改編為動畫電影凱爾經的秘密。